# Indraneil Sengupta
Indraneil Sengupta (Bengali: ইন্দ্রনীল সেনগুপ্ত, Hindi: इंद्रनील सेनगुप्ता; Født den 8. september , 1974;Assam, Indien) er en indisk film- og tv-skuespiller og model.
Sengupta voksede op, og blev uddannet i Kolkata, Indien. I 2000 flyttede han til Mumbai for at forfølge en karriere som model. Den 1. marts 2008 giftede han sig med Barkha Bisht Sengupta som var hans co-star i Doli Saja Ke og  Pyaar ke do naam...Ek Radha Ek Shyaam. De har sammen en datter ved navn Meera, som blev født i 2011. 